# Hello Kitty: Roller Rescue
Hello Kitty: Roller Rescue est un jeu vidéo d’action-aventure sorti en 2005, développé par XPEC Entertainment pour PlayStation 2, GameCube, Xbox et Windows. Le jeu met en scène Hello Kitty ainsi que d'autres personnages de l'univers Sanrio.

## Pack console
Une console Xbox Crystal Hello Kitty a été commercialisée à Singapour en collaboration avec Sanrio pour célébrer la sortie du jeu sur Xbox. Cette édition spéciale était translucide avec une illustration rose et orange de Hello Kitty couvrant le « X » situé sur le dessus de la console. Une série limitée de 550 unités a été produite et vendue au prix de S$99 (environ 61 USD), sous condition d’achat de certains téléviseurs LCD Samsung dans le cadre d’une promotion. La console était accompagnée d’une manette Crystal Controller S assortie et d’un exemplaire de Hello Kitty Mission Rescue,.

## Accueil
Le jeu a reçu des critiques mitigées. Il détient une note de 64 % sur Metacritic. IGN lui a attribué un score de 6 sur 10, le qualifiant simplement de « passable ». Le magazine Nintendo Official Magazine lui a donné la note de 68 %, notant qu’« il n’y a rien de particulièrement remarquable dans ce jeu ».